# La Pensée et l'Âme huicholes
La Pensée et l'Âme huicholes est une œuvre du chaman mexicain Santos de la Torre Santiago, située à Paris, en France. Installée en 1997 dans la station de métro Palais-Royal - Musée du Louvre, il s'agit d'une mosaïque de perles.

## Description
L'œuvre consiste en un ensemble de 80 panneaux carrés de 30 cm de côté, assemblés pour former une mosaïque de 2 m de long sur 3 m de haut (10 panneaux de largeur sur 8 panneaux de hauteur). Chacun de ces panneaux est recouvert de perles de couleur de 2 mm de diamètre, pour un total de deux millions de perles. Les motifs qu'elles dessinent reprennent des thèmes mythologiques des Huichols de Santa Catarina Cuexcomatitlán (sv), au Jalisco ; les 30 panneaux du bas représentent le monde souterrain, les 20 panneaux centraux la terre, les 30 panneaux supérieurs le ciel.

## Localisation

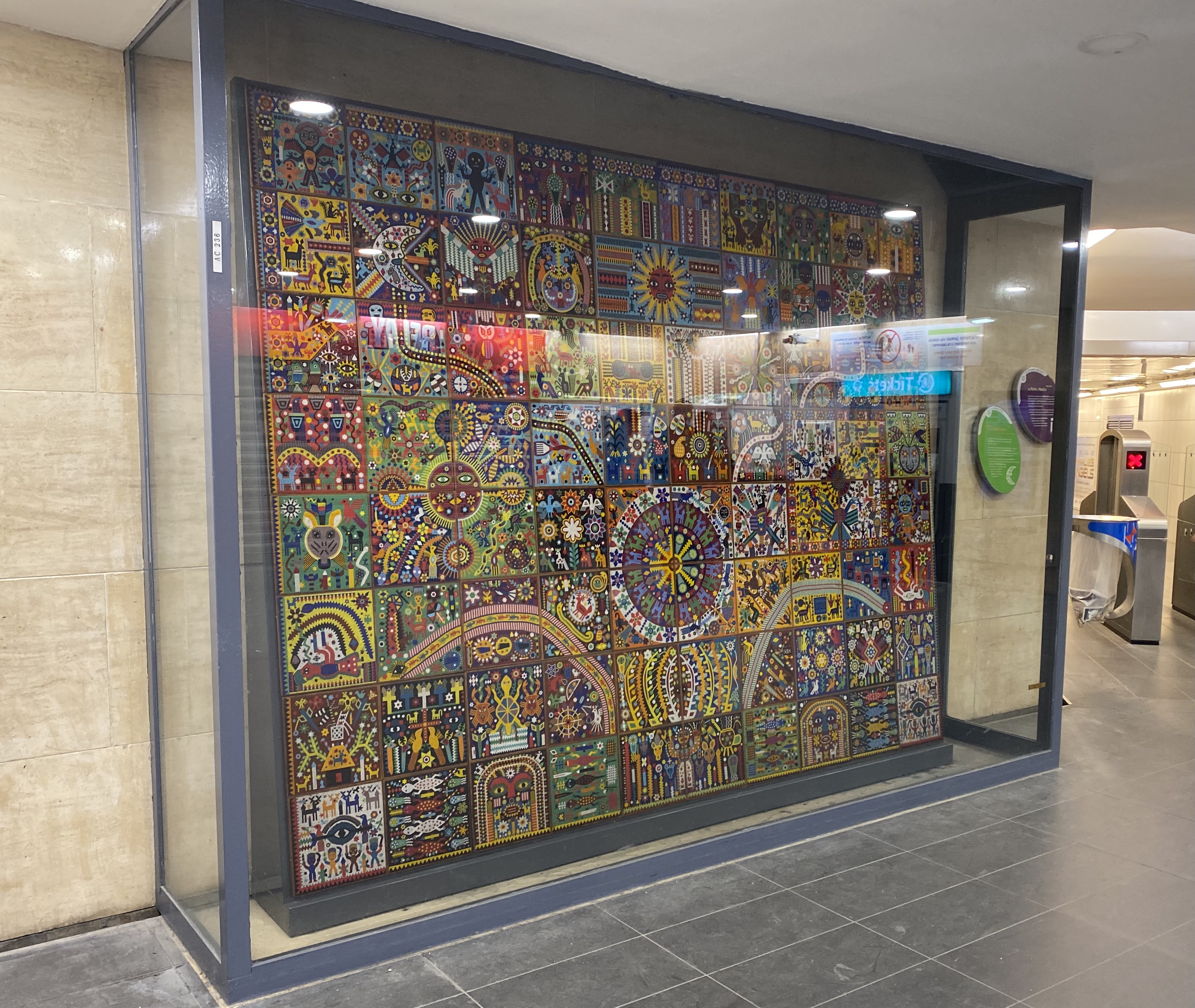
L'oeuvre de Santos de la Torre Santiago dans la station de métro Palais-Royal - Musée du Louvre.

L'œuvre est installée dans la station Palais-Royal - Musée du Louvre du métro de Paris, à l'entrée du Carrousel du Louvre.

## Historique

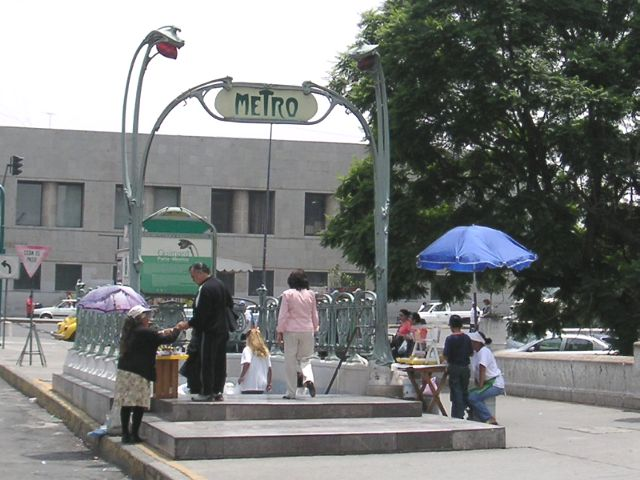
Entrée de la station Bellas Artes à Mexico.

En 1997, pour célébrer les trente ans de coopération entre les compagnies de métro de Mexico et de Paris, un échange d'art est organisé. La ville de Paris offre à Mexico un édicule Guimard, installé sur la station Bellas Artes du métro de la ville. En retour, la RATP reçoit l'œuvre La Pensée et l'Âme huicholes, élaborée par le chaman Santos de la Torre Santiago. Elle l'installe dans la station Palais-Royal - Musée du Louvre.

## Auteur
Santos Motoaopohua de la Torre Santiago est un chaman mexicain, appartenant au peuple huichol, dans l'État mexicain du Jalisco.